# Uberlândia (tiểu vùng)
Uberlândia là một tiểu vùng thuộc bang Minas Gerais, Brasil. Tiều vùng này có diện tích 18790 km², dân số năm 2007 là 700315 người.